# Major Distribution
«Major Distribution» — сингл американского исполнителя 50 Cent, который вышел для рекламы предстоящего пятого студийного альбома Street King Immortal, выпущенный на iTunes 5 февраля 2013 года. Релиз состоялся 20 декабря 2012 на радио Hot 97 с DJ Enuff. Продюсером песни стал Soul Professa. Официальная покупка песни стала возможна 5 февраля 2013 года.

## О сингле
Было объявлено, что трек выйдет на iTunes Store после выпуска клипа на песню в декабре. Текст Young Jeezy, записанный во второй половине 2012 года, был подтверждён 50 Cent в июле в интервью DJ Whoo Kid.

## Видеоклип
Видеоклип снимался с декабря 2012 по январь 2013 режиссёром Eif Rivera. В нём приняли участие члены G-Unit , включая Tony Yayo и Kidd Kidd. Также в видео появляются партнёры Snoop Dogg и Young Jeezy, такие как Kurupt , Daz Dillinger и участники CTE World. Видео-тизер на песню был выпущен 20 декабря до выхода самого сингла на канал 50 Cent в YouTube. Видеоклип стал официально доступен 23 января 2013 на канале 50 Cent в VEVO. 28 января 2013 года, клип стал доступен для покупки в iTunes Store.

### Разногласия
В видеоклипе G-Unit демонстрирует цепь MMG Gunplay, которую у него отобрали во время драки за кулисами церемонии вручения премии BET Hip Hop Awards 2012. Сын Kidd Kidd носит цепь на шее в одной из сцен клипа.

## Список композиций
| №  | Название                                              | Длительность |
| -- | ----------------------------------------------------- | ------------ |
| 1. | «Major Distribution (feat. Snoop Dogg и Young Jeezy)» | 4:24         |

## Участники записи
- Исполнитель — Curtis Jackson, Calvin Broadus, Jay Jenkins, M. Coady, W. Godfrey & Chuck Jackson
- Продюсер — Soul Professa

## Позиции в чартах
| Чарт (2013)                                    | Высшая позиция |
| ---------------------------------------------- | -------------- |
| США Bubbling Under Hot 100 Singles (Billboard) | 13             |
| США (Billboard Hot R&B/Hip-Hop Songs)          | 43             |
| Великобритания (OCC UK Hip Hop/R&B)            | 32             |

## Издания
| Страна | Дата            | Формат               | Лейбл                        | Примечания |
| ------ | --------------- | -------------------- | ---------------------------- | ---------- |
| Канада | 5 февраля, 2013 | Цифровая дистрибуция | Shady, Aftermath, Interscope | [ 12 ]     |
| США    | 5 февраля, 2013 | Цифровая дистрибуция | Shady, Aftermath, Interscope | [ 13 ]     |